# Palais de justice de La Valette
Le Palais de Justice de La Valette est un palais de justice situé à La Valette, capitale de Malte. Il a été construit en style néoclassique entre 1965 et 1971 sur le site de l'Auberge d'Auvergne, qui avait été détruite par les bombardements aériens pendant la Seconde Guerre mondiale.

## Histoire
Le Palais de Justice se dresse à l'emplacement de l'Auberge d'Auvergne, un édifice du XVIe siècle qui abritait des chevaliers de l'Ordre de Saint-Jean de langue d'Auvergne. L'auberge a été convertie en palais de justice au XIXe siècle et elle l'est restée jusqu'à ce que le bâtiment soit gravement endommagé lorsqu'il a été touché par une mine de parachute allemande le 30 avril 1941, pendant la Seconde Guerre mondiale,.
Le palais de justice a déménagé à un autre endroit à l'extérieur de La Valette, mais en 1943, il est retourné dans la partie de l'auberge qui était encore debout. Il y resta jusqu'en 1956, date à laquelle les locaux durent être évacués en raison de leur état de délabrement. Les ruines de l'auberge ont ensuite été démolies et la construction d'un nouveau palais de justice sur le même site a commencé le 5 mai 1965,.
Le palais de justice actuel a été inauguré le 9 janvier 1971 par le Premier ministre Giorgio Borg Olivier, le gouverneur général Maurice Henry Dorman, l'archevêque Mikiel Gonzi et un certain nombre de juges, magistrats, ministres et invités. Le premier procès dans le nouveau bâtiment a eu lieu deux jours plus tard, le 11 janvier 1971,.
Le palais de justice abrite également le greffe du tribunal civil, les archives judiciaires, le cachot de police et un parking. Le poste de police de La Valette était autrefois également installé dans le bâtiment,.
Le palais de justice a été critiqué, dans le passé, pour son manque de sécurité et ses ascenseurs hors service.
Certains bâtiments, en face du bâtiment du palais de justice sur la rue Strait, sont une extension des tribunaux.

## Architecture
Le bâtiment des tribunaux de justice est construit selon les plans de l'architecte Jo Tonna dans le style néoclassique, et sa caractéristique principale est un portique à six colonnes. Le bâtiment compte sept étages, dont trois sous le niveau de la rue principale. Le bâtiment occupe un bloc entier de la ville sauf un coin qui est occupé par le Savoy Building.